# Вараклянский край
Варакля́нский край (латыш. Varakļānu novads; латг. Varakļuonu nūvods) — административно-территориальная единица Латвии. Расположен в восточной части страны, в историко-культурной области Латгале. Край состоит из двух волостей и города Варакляны, который является центром края. Граничит с Мадонским, Резекненским, Прейльским и Екабпилсским краями.

## История
Край был образован 1 июля 2009 года из части упразднённого Мадонского района. Площадь края — 279 км². В ходе административно-территориальной реформы Латвии 2021 года территория края не изменилась.

## Население
На 1 января 2018 года население края составляло 3132 постоянных жителя (на 1 января 2015 года — 3340, на 1 января 2010 — 3915 человек).

### Национальный состав
Национальный состав населения края по итогам переписи населения Латвии 2011 года:
| Национальность        | Численность, чел. (2011) | %        |
| --------------------- | ------------------------ | -------- |
| Латыши                | 3320                     | 93,26 %  |
| в том числе латгальцы | 2381                     | 66,88 %  |
| Русские               | 177                      | 4,97 %   |
| Украинцы              | 22                       | 0,62 %   |
| Белорусы              | 12                       | 0,34 %   |
| Литовцы               | 10                       | 0,28 %   |
| Поляки                | 7                        | 0,20 %   |
| Другие                | 12                       | 0,34 %   |
| всего                 | 3560                     | 100,00 % |

## Территориальное деление
- Вараклянская волость (латыш. Varakļānu pagasts)
- город Варакляны (латыш. Varakļānu pilsēta)
- Мурмастиенская волость (латыш. Murmastienes pagasts)